# トータル・リコール (2012年の映画)
『トータル・リコール』（原題: Total Recall）は、2012年のアメリカ合衆国のSF映画。主演はコリン・ファレル、ジェシカ・ビールなど。監督はレン・ワイズマンが務める。
原作はアーノルド・シュワルツェネッガー主演の1990年の映画『トータル・リコール』と同一であるフィリップ・K・ディックのSF小説『追憶売ります』だが、より原作に忠実なプロットとなっている。劇場版とディレクターズ・カット版では、物語の展開が異なる。なお、ディレクターズ・カット版はブルーレイディスクのみの収録。
1990年版へのオマージュとして「検問所で滞在期間を聞かれて2週間と答える女性」や「乳房が3つある娼婦」が登場する。なお、前者を演じる女優は1990年版で演じたプリシラ・アレンではなく（2008年に70歳で死去）、シャリーン・エアーズである。逆に、1990年版に登場したリクター、ベニー、エッジマーは登場せず、リクターとエッジマーの役割をローリーとハリーにそれぞれ充てたり、反乱分子のリーダーもミュータントのクアトーから一般人のマサイアスに変更されている。

## ストーリー
21世紀末の世界大戦により人類は大量の化学兵器を使用した。その結果地上の大半は居住不可能となり富裕層はヨーロッパを中心としたブリテン連邦（the United Federation of Britain、通称UFB）に住み、貧困層は反対側のオーストラリアを中心としたコロニーに居住する事になり、コロニーの住民はUFBの労働力の為にザ・フォールと呼ばれる巨大なエレベーター (重力列車) に乗りUFBに通勤し働いていた。やがてUFBからの独立と解放を目的とするリーダーのマサイアスを中心としたレジスタンスと呼ばれる反体制派のテロ活動が盛んになり、UFB代表のコーヘイゲンはロボット警官のシンセティックの増産を唱える。
コロニーで暮すダグラス・クエイドは、このシンセティックの生産を行う労働者であり、貧しいながら美人の妻ローリーと平和に暮らしていたが、ダグラスはいつの頃からか夢の中で見知らぬ女性と病院を脱出し警官に追われる夢を見る様になる。その夢の事が気になりつつ、ある日リコール社の宣伝に興味を持つ。友人であり同僚のハリーからは脳障害になるから行くなと忠告されるが、ダグラスの足はリコール社へと向かっていた。リコール社でサービスを受けている最中にトラブルが発生し、ダグラスは急に追われる身になる。

## キャスト
※括弧内は日本語吹き替え
- ダグラス・クエイド / カール・ハウザー - コリン・ファレル（森川智之）
- ローリー - ケイト・ベッキンセイル（岡寛恵）
- メリーナ - ジェシカ・ビール（本田貴子）
- コーヘイゲン - ブライアン・クランストン（金尾哲夫）
- ハリー - ボキーム・ウッドバイン（楠大典）
- マクレーン - ジョン・チョー（猪野学）
- マレック - ウィル・ユン・リー（土田大）
- マサイアス - ビル・ナイ（小川真司）
- その他吹き替え：根本泰彦、乃村健次、佐藤せつじ、志村知幸、四宮豪、河本邦弘、幸田夏穂、丸山壮史、行成とあ、岡哲也、小日向みわ、櫻井トオル、丸山雪野、原島梢、西健亮

＜日本語版制作スタッフ＞
演出：安江誠、翻訳：アンゼたかし、制作：グロービジョン

## テレビ放送
| 回数 | テレビ局         | 番組名（放送枠名） | 放送日        | 放送時間      | 放送分数 | 視聴率 |
| ---- | ---------------- | ------------------ | ------------- | ------------- | -------- | ------ |
| 1    | 日本テレビ       | 金曜ロードSHOW!    | 2015年5月8日  | 21:00 - 22:54 | 114分    | 9.2%   |
| 2    | テレビ東京       | 午後のロードショー | 2016年1月13日 | 13:35 - 15:35 | 120分    |        |
| 3    | NHK BSプレミアム | プレミアムシネマ   | 2019年7月1日  | 21:00 - 23:00 | 120分    |        |

- 視聴率はビデオリサーチ調べ、関東地区・世帯・リアルタイム。